# 시몬 볼리바르 국제공항 (베네수엘라)
시몬 볼리바르 국제공항(영어: Simón Bolívar International Airport, IATA: CCS, ICAO: SVMI)은 시몬 볼리바르의 이름을 따서 지어진 베네수엘라의 국제공항이다.

## 개요
콜롬비아, 베네수엘라, 에콰도르를 해방 시킨 남아메리카의 독립 운동 지도자 시몬 볼리바르에서 이름을 따왔으며 현지인들은 간단히 마이케티아라고 부르기도 한다. 베네수엘라의 수도 카라카스 도심에서 21km 떨어져 있다. 베네수엘라의 12개 국제공항 중 가장 중요한 공항으로 콘비아사 항공의 허브공항이며 1960년부터 국영 항공사인 비아사 항공(1997년 도산)의 허브 공항으로 사용했다. 2000년 이래 승객수 증가, 안전 등에 관련된 여러 문제를 해결하기 위한 변화가 진행되고 있다. 평균 해면상 고도는 72m이고 2개의 활주로는 아스팔트로 되어 있으며 길이는 각각 3,500m, 3,027m이다.

## 통계
|           | 2005      | 2006      | 2007      |
| --------- | --------- | --------- | --------- |
| 여객 교통 | 7.079.634 | 6.775.583 | 8.357.446 |

## 운항 노선

### 국제선
| 항공사                                | 목적지                                                         |
| ------------------------------------- | -------------------------------------------------------------- |
| 아에로겔                              | 과야킬, 키토                                                   |
| 아르헨티나 항공                       | 부에노스아이레스(에세이사)                                     |
| LASER 항공                            | 아루바 계절편 : 푼타카나                                       |
| 이스티라 라틴아메리카                 | 쿠라사오                                                       |
| 에어 유로파                           | 마드리드 계절편 : 산티아고데콤포스텔라, 테네리페               |
| 에어프랑스                            | 파리(샤를 드골)                                                |
| 아에로멕시코                          | 멕시코시티                                                     |
| 알리탈리아 항공                       | 로마(레오나르도 다 빈치)                                       |
| 아스크라 항공                         | 오량예스타드, 푼타칸나, 윌렘스타트                             |
| 아비앙카 항공                         | 보고타, 키토, 산호세                                           |
| 아비오르 항공                         | 오량예스타드, 윌렘스타트                                       |
| 티아라 항공                           | 아루바                                                         |
| 유나이티드 항공                       | 휴스턴 계절편 : 뉴욕(뉴어크)                                   |
| 콘비아사 항공                         | 부에노스아이레스(에세이사), 아바나, 보고타                     |
| 콘비아사 항공 ( 오르베스트 항공 운영) | 마드리드                                                       |
| 코파 항공                             | 파나마시티                                                     |
| 코파 항공 콜롬비아                    | 보고타, 메데인                                                 |
| 쿠바 항공                             | 아바나                                                         |
| 안틸레스 제도 익스프레스              | 월렘스타트                                                     |
| 델타 항공                             | 애틀랜타                                                       |
| GOL 항공                              | 푼타칸나, 상파울루(구아룰류스)                                 |
| GOL 항공(VRG 항공 운영)               | 아루바, 푼타카나, 리우데자네이루(갈레앙), 상파울루(구아룰류스) |
| 이베리아 항공                         | 마드리드                                                       |
| 라크사 항공                           | 리마, 산호세                                                   |
| LAN 항공                              | 마이애미, 산티아고                                             |
| LAN 페루                              | 리마                                                           |
| 루프트한자                            | 프랑크푸르트                                                   |
| 아스크라 항공                         | 아루마                                                         |
| 산타바바라 항공                       | 파나마시티, 마이애미, 테네리페                                 |
| TAM 항공                              | 리우데자네이루(갈레앙), 상파울루(구아룰류스)                   |
| TAP 포르투갈                          | 푼샬, 리스본, 포르투                                           |
| TAME 항공                             | 보고타, 키토                                                   |
| 베네수엘라 항공                       | 파나마시티, 오랑예스타드, 산토도밍고                           |
| 캐리비안 항공                         | 포트오브스페인                                                 |
| 인셀 항공                             | 쿠라사오                                                       |
| 터키항공                              | 이스탄불(아르나부코이)                                         |

### 국내선
| 항공사                            | 목적지 |
| --------------------------------- | --- |
| ART 항공                          | 카나이마, 로스로케스, 포를라마르 |
| 아에로포스탈 알라스 데 베네수엘라 | 바르키시메토, 마라카이보, 매튜린, 포를라마르, 푸에르오르다즈, 발렌시아                                                                             |
| 아스크라 항공                     | 바르셀로나, 바르키시메토, 마라카이보, 매튜린, 포를라마르, 푸에르오르다즈, 산크리스토발, 발렌시아, 바리나스, 쿠마나, 푸에르오르다즈                 |
| 콘비아사 항공                     | 바르셀로나, 바리나스, 코로, 엘비가, 라프리아, 라스피에드라스, 마라카이보, 매튜린, 포를라마르, 푸에르아아쿠초, 푸에르오르다즈, 산크리스토발, 발레라 |
| 레이저 항공                       | 포를라마르 |
| 루타케리 항공                     | 바리나스, 시우다드볼리바르, 매튜린, 포를라마르, 푸에르오르다즈, 샌안토니오, 산크리스토발                                                           |
| 아비오르 항공                     | 바르셀로나, 레나스, 바르키시메토, 마라카이보, 메리다, 폴라, 푸에르오르다즈, 발레라                                                                 |
| 베네수엘라 항공                   | 쿠마나, 엘비가, 마라카이보, 매튜린, 포를라마르 |
| 이스티라 라틴아메리카             | 마라카이보, 포를라마르 |
| 산타바바라 항공                   | 라스피에드라스 |
| LTA 항공                          | 라스피에드라스 |

### 화물 노선
| 아에로포스탈 | 에어프랑스 | 아처 에어 | 아틀라스 항공 | 클로스델 페루 | 콘비아사 항공   | DHL           |
| LAN 카고     | LAS 항공   | 마틴 에어 | 마스 에어     | 탬파 카고     | 산타바바라 항공 | 제미나이 항공 |